# Maria Fekterová
Maria Theresia Fekterová (nepřechýleně Fekter; * 1. února 1956, Attnang-Puchheim) je rakouská podnikatelka a bývalá politička za lidovou stranu. V letech 2008–2011 byla ministryní vnitra a pak v letech 2011–2013 ministryní financí ve vládě Wernera Faymanna.

## Život a kariéra
Navštěvovala gymnázium v Gmundenu, pak nastoupila na obchodní akademii ve Vöcklabrucku (maturovala r. 1975). Následně vystudovala právo (titul Dr. iur., 1979) a obchodní administrativu (titul Mag. rer. soc. oec., 1982) na Univerzitě Johannese Keplera v Linci. Roku 1982 nastoupila do podniku svých rodičů (Niederndorfer & Co., Kieswerke-Readybeton).
Svou politickou kariéru zahájila jako členka městské rady v Attnang-Puchheimu (1986–1990). V letech 1990–2002 byla členkou předsednictva Rakouské hospodářské federace. V letech 1990–1994 byla státní tajemnicí na ministerstvu hospodářství ve Vranitzkého vládě. Od roku 1994 byla poslankyní Národní rady, od roku 2002 předsedkyní Hospodářské komise Evropské unie žen. Od listopadu 2006 do 5. června 2007 byla vedoucí parlamentní skupiny ve vyšetřovacím výboru Eurofighter. V letech 2007–2008 byla krátce ombudsmankou (Volksanwältin).

### Ve vládě

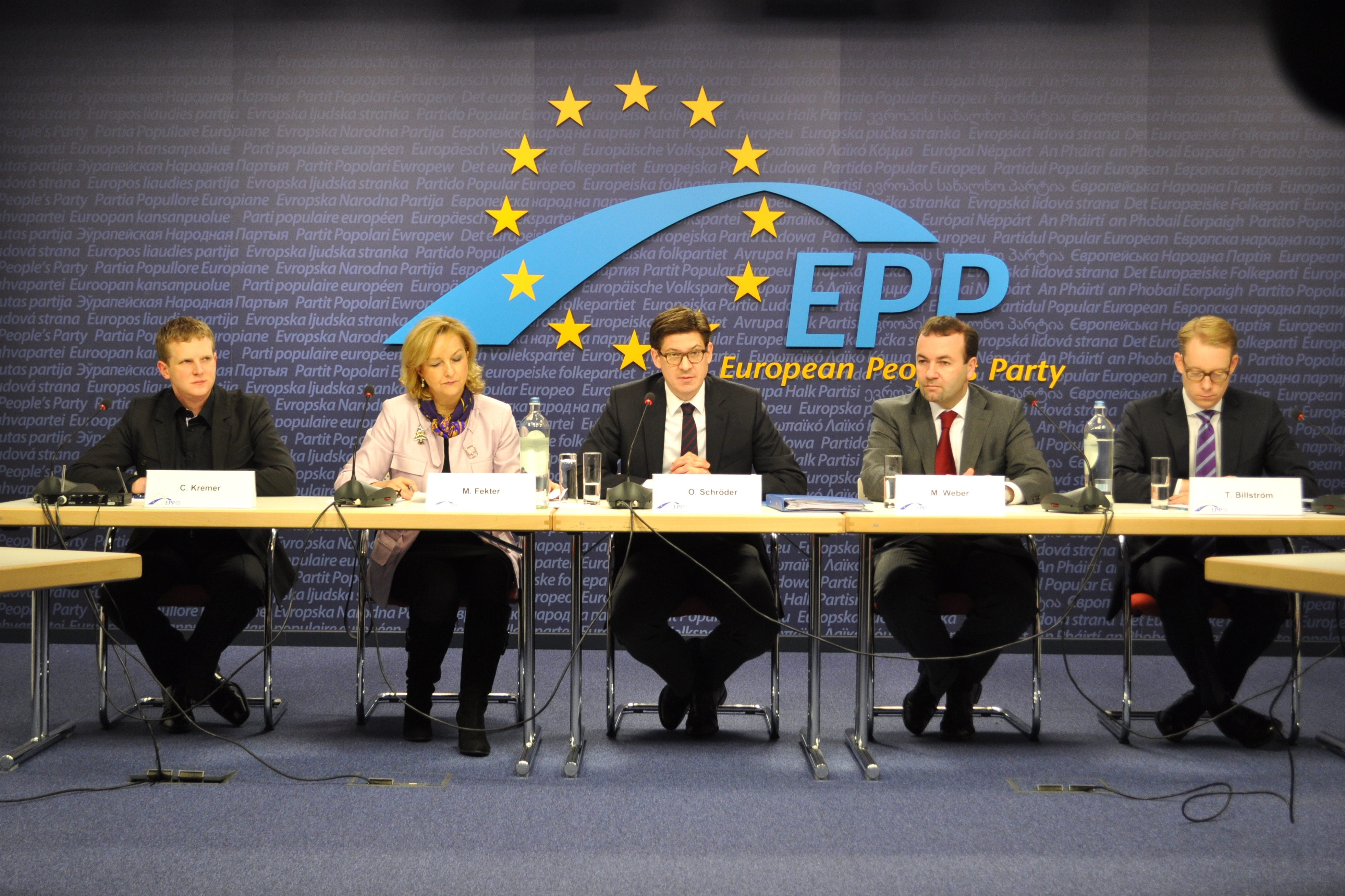
Na tiskové konferenci ministrů spravedlnosti a vnitra Evropské lidové strany (2010)

Dne 27. června 2008 její strana oznámila, že se stane novou ministryní vnitra v Gusenbauerově kabinetu po končícím Güntheru Platterovi (ten byl totiž zvolem zemským hejtmanem Tyrolska). Ve funkci pokračovala i v následující první vládě Wernera Faymanna. Během své kariéry na vnitru se stala svými tvrdými postoji v otázkách imigrace a azylové politiky, v roce 2009 nechala revidovat zákon o cizincích. Také prosazovala testy pokročilé znalosti jazyka pro nově příchozí do Rakouska. Její nekompromisní postoje jí vynesly přezdívku rakouské „železné lady“.
Při přeskupení vládního kabinetu 21. dubna 2011 opustila ministerstvo vnitra a stala se ministryní financí, Její působení ve funkci ministryně financí přineslo největší konsolidační balíček v historii poválečného Rakouska, přišly daňové dohody se Švýcarskem a Lucemburskem, dohody se spolkovými zeměmi, a zdravotní reformy. V čele ministerstva financí zůstala až do konce funkčního období vlády v prosinci 2013. Již v létě 2012 totiž vicekancléř Spindelegger projevil ambice převzít ministerstvo financí sám, ve straně se mu tento záměr však nepodařilo prosadit. Po volbách do Národní rady 2013 tak bylo jasné, že ve druhé Faymannově vládě bude ministrem financí právě on.

## Osobní život
Je vdaná a je matkou dospělé dcery. Pro oblast činnosti její společnosti (štěrk) je někdy v médiích označována jako „Schottermitzi“ (schotter = štěrk, Mitzi = ve vídeňském nářečí Marie po domácku).